# الضحاك بن سفيان الكلابي
الضحاك بن سفيان الكلابي صحابي جليل. اسمه أبو سعيد الضحاك بن سفيان بن عوف بن كعب بن أبي بكر بن كلاب  بن ربيعة بن عامر بن صعصعة الكلابي العامري من قبيلة هوازن، يعد من أهل المدينة حيث كان ينزل باديتها، وقيل كان نازلا بالحرة. صحابيّ ولاه الرسول محمد على من أسلم من قومه، وعقد له لواء يوم فتح مكة، وكان سيّاف رسول الله يقوم على رأسه متوشّحاً بالسيف، ويُعدّ وحده بمائة فارس.
لمّا سار الرسول إلى فتح مكة أمّرَهُ على بني سليم، لأنهم كانوا تسعمائة، فقال لهم رسول الله: {هل لكم في رجل يعدلُ مائةً يوفّيكم ألفاً}. فوفاهم بالضحاك وكان رئيسهم، واستعمله الرسول على سرية الضحاك بن سفيان الكلابي. ولمّا رجع الرسول من الجِعرانة بعثه على بني كلاب يجمع صدقاتهم. وكان صاحب راية بني سُلَيم ورأسهم، وقال لهم حين تَبِعوا الفُجـاءةَ السُّلَمِي: {يا بني سُلَيـم : بئسَ ما فعلتم}. وبالغ في وعظـهِ، فشتموهُ وهمُّوا به، فارتحلَ عنهم فندمـوا وسألوه أن يُقيـمَ فأبى، وقال: {ليس بيني وبينكم مُوادّة }. وقال في ذلك شعراً ، ثم رجع مع المسلمين إلى قتالهم، فاستشهد. ولاه الرسول على من أسلم من قومه، وكتب إليه أن يورث امرأة أشيم الضبابي من دية زوجها وكان قتل أشيم خطأ وشهد بذلك الضحاك بن سفيان عند عمر بن الخطاب فقضى به وترك رأيه، وبعث الرسول في سرية الضحاك بن سفيان الكلابي وأمره عليهم إلى بني كلاب. روى عنه سعيد بن المسيب والحسن البصري.

## رواية الحديث
- حدثنا معاذ بن المثنى، ثنا مسدد، ثنا حماد بن زيد، عن علي بن زيد، عن الحسن، عن الضحاك بن سفيان الكلابي قال: قال رسول الله صلى الله عليه وسلم: «يا ضحاك، ما طعامك؟» قلت: اللحم واللبن، قال: «ثم يصير إلى ماذا» قلت: ثم يصير إلى ما قد علمت، فقال رسول الله صلى الله عليه وسلم: «إن الله عز وجل ضرب ما يخرج من ابن آدم مثلا للدنيا.
- حدثنا موسى بن هارون، ثنا أبو بكر بن أبي شيبة، ثنا يحيى بن زكريا، ثنا ابن أبي زائدة، عن يحيى بن سعيد، عن الزهري، عن سعيد بن المسيب قال: قام عمر بمنى، فسأل الناس: من عنده علم من ميراث المرأة من عقل زوجها، فقام الضحاك بن سفيان الكلابي، فقال: ادخل قبتك حتى أخبرك فدخل، فأتاه فقال: «كتب إلي رسول الله صلى الله عليه وسلم أن أورث امرأة أشيم الضبابي من عقل زوجها».[3]